# Gianfranco Burchiellaro
Gianfranco Burchiellaro (nascido em 7 de fevereiro de 1960) foi um político italiano que serviu como prefeito de Mântua (1996–2005) e deputado (2006–2008).